# Трофонијева пећина
Трофонијева пећина - Трофоније и његов брат Агамед имали су у Лебадији пећину где се веровало да је један од силазака у доњи свет. У ту пећину су долазили људи и тамо проводили ноћ лежећи на земљи у жељи да им се они или неко хтонско божанство јаве у сну. Одређени свештеници тумачили би те снове. Код старих је постојало веровање да богови могу поједине заслужне људе наградити тиме што их одведу на драги свет. Понеки од њих би се и вратили на земљу и причали шта су тамо доживели (Трачанин Замолксис, Ер у десетој књизи Платонове Републике). Τροφιώνιος је и атрибут Зевса као хтонског божанства.